# بسم الله خان محمدي
بسم الله خان محمدي (مواليد 1961 في ولاية بنجشير)، هو وزير دفاع أفغانستان حتى 15 أغسطس 2021، شغل منصب رئيس أركان الجيش الوطني الأفغاني من 2002 إلى 2010، ومن 2010 إلى 2012 شغل منصب وزير الداخلية في أفغانستان . لديه خلفية مناهضة لطالبان وعمل ذات مرة كقائد كبير في عهد أحمد شاه مسعود.